# N416 (België)
De N416 is een gewestweg in de Belgische provincie Oost-Vlaanderen. De weg verbindt Wetteren met Dendermonde. De route heeft een lengte van ongeveer 16 kilometer.

## Plaatsen langs de N416
- Schellebelle
- Wichelen
- Schoonaarde
- Appels
- Dendermonde